# Podisus modestus
Podisus modestus är en insektsart som först beskrevs av William Sweetland Dallas 1851.  Podisus modestus ingår i släktet Podisus och familjen bärfisar. Inga underarter finns listade i Catalogue of Life.